# Didrik Tønseth
Didrik Tønseth (Trondheim, 10 de mayo de 1991) es un deportista noruego que compite en esquí de fondo. 
Participó en los Juegos Olímpicos de Pyeongchang 2018, obteniendo una medalla de oro en el relevo 4 × 10 km (junto con Martin Johnsrud Sundby, Simen Hegstad Krüger y Johannes Høsflot Klæbo). Ganó dos medallas de oro en el Campeonato Mundial de Esquí Nórdico, en los años 2015 y 2017.

## Palmarés internacional
| Juegos Olímpicos   | Juegos Olímpicos            | Juegos Olímpicos | Juegos Olímpicos |
| Año                | Lugar                       | Medalla          | Prueba           |
| ------------------ | --------------------------- | ---------------- | ---------------- |
| 2018               | Pyeongchang (Corea del Sur) | Medalla de oro   | Relevo 4 × 10 km |
| Campeonato Mundial |                             |                  |                  |
| Año                | Lugar                       | Medalla          | Prueba           |
| 2015               | Falun (Suecia)              | Medalla de oro   | Relevo 4 × 10 km |
| 2017               | Lahti (Finlandia)           | Medalla de oro   | Relevo 4 × 10 km |